# The Player (film)
Pour les articles homonymes, voir The Player.
Pour plus de détails, voir Fiche technique et Distribution.
The Player est un film américain réalisé par Robert Altman, sorti en 1992.

## Synopsis
Griffin Mill, directeur de production à Hollywood, reçoit des cartes postales anonymes menaçantes. Il semble qu’elles émanent d’un auteur, dont le scénario aurait été recalé. Par ailleurs, il craint pour son emploi, d’autant qu’un transfuge de la concurrence est embauché, à ses côtés.
Après une brève enquête, le nom de David Kahane s’impose comme celui de l’auteur des menaces. Mill se rend à son domicile à Pasadena, où il a un entretien téléphonique avec la compagne de Kahane, June. Il apprend que l'auteur est au cinéma pour voir Le Voleur de bicyclette de Vittorio De Sica. Après la projection, ils se rencontrent et dans un bar, Mill lui propose une collaboration. Dans la rue, la discussion s’envenime, ils en viennent aux mains ; Kahane est tué.

## Commentaires
The Player n’est pas réellement un film sur le cinéma, mais en le situant à Hollywood, cela permet à Altman d’en faire une description peu flatteuse. Le meurtre du scénariste, la suspicion à l’égard du meurtrier puis sa liberté ne constituent qu’un canevas, servant à la peinture du milieu. Le réalisateur reprend un projet avorté qui réunissait James Dearden, Joseph Ruben et Sidney Lumet. Le spectateur, outre l’intérêt de l’œuvre, s’amuse à reconnaître les stars hollywoodiennes qui passent dans le film : Julia Roberts, Bruce Willis, Anjelica Huston, Burt Reynolds, John Cusack, Malcolm McDowell, Andie MacDowell, Cyd Charisse, Cher, Jack Lemmon, Robert Wagner, etc.
Le film commence par un long plan séquence de huit minutes dans lequel l’on passe de groupe en groupe, de discussion en discussion, y compris une discussion sur les plans séquences.
Ce film est aussi une réflexion sur l'ambition personnelle et l'échec dans les milieux élitistes. La crainte d'être devancé par un concurrent entraîne le personnage principal dans une spirale d'autodépréciation et de dépassement de lui-même au travers de comportements de fuite, de séduction et de violence. La mise en scène qui étouffe le personnage dans des dialogues et le place dans des décors parfois irréels souligne cette dépersonnalisation. « The player » en anglais peut signifier l'acteur ou le joueur (aussi celui qui compte, qui a du pouvoir) et le titre est donc équivoque. Griffin Mill est l'acteur d'un scénario déjà écrit qui le domine complètement. Il passe par plusieurs étapes très symboliques de bouleversement personnel jusqu'à son apogée, celle d'un surhomme génial mais monstrueux et sans substance.

## Fiche technique
- Titre : The Player
- Titre français et original : The Player
- Réalisation : Robert Altman
- Scénario : Michael Tolkin, d'après son roman éponyme
- Musique : Thomas Newman
- Photographie : Jean Lépine
- Montage : Maysie Hoy et Geraldine Peroni
- Production : David Brown, Michael Tolkin et Nick Wechslers
- Sociétés de production : Avenue Pictures, Spelling Entertainment
- Distribution : Fine Line Features (États-Unis), Les Films Number One (France)
- Budget : 8 000 000 $ (estimation)
- Tournage : du 16 juin 1991 au 9 août 1991
- Pays d'origine :  États-Unis
- Langue originale : anglais
- Format : couleur - 1,85:1 stéréo ultra - 35 mm
- Genre : Comédie dramatique, Film policier, Thriller
- Durée : 124 minutes
- Dates de sortie :
  - États-Unis : 3 avril 1992 (première au Festival international du film de Cleveland)
  - États-Unis : 8 mai 1992
  - France : 13 mai 1992

## Distribution
- Tim Robbins (VF : Bernard Alane) : Griffin Mill
- Greta Scacchi : June Gundmundsdottir
- Whoopi Goldberg (VF : Jacqueline Cohen) : l'inspecteur Susan Avery
- Fred Ward (VF : Michel Fortin) : Walter Stuckel
- Peter Gallagher (VF : Éric Legrand) : Larry Levy
- Brion James (VF : Denis Savignat) : Joel Levison
- Cynthia Stevenson (VF : Déborah Perret) : Bonnie Sherow
- Vincent D'Onofrio (VF : Jean-François Vlérick) : David Kahane
- Dean Stockwell (VF : Michel Bedetti) : Andy Civella
- Lyle Lovett (VF : Patrick Préjean) : inspecteur DeLongpre
- Richard E. Grant (VF : Jean-Philippe Puymartin) : Tom Oakley
- Sydney Pollack (VF : Joseph Falcucci) : Dick Mellen
- Dina Merrill (VF : Anne Lefébure) : Celia Beck
- et de nombreuses stars de passage, qui jouent leur propre rôle[1] : Steve Allen, Richard Anderson, René Auberjonois, Harry Belafonte, Shari Belafonte, Karen Black, Michael Bowen, Gary Busey, Robert Carradine, Charles Champlin, Cher, James Coburn, Cathy Lee Crosby, John Cusack, Brad Davis, Paul Dooley, Thereza Ellis, Peter Falk, Felicia Farr, Katarzyna Figura, Louise Fletcher, Dennis Franz, Teri Garr, Leeza Gibbons, Scott Glenn, Jeff Goldblum, Elliott Gould, Joel Grey, David Alan Grier, Buck Henry, Anjelica Huston, Kathy Ireland, Steve James, Maxine John-James, Sally Kellerman, Sally Kirkland, Jack Lemmon, Marlee Matlin, Andie MacDowell, Malcolm McDowell, Jayne Meadows, Martin Mull, Jennifer Nash, Nick Nolte, Alexandra Powers, Bert Remsen, Guy Remsen, Patricia Resnick, Burt Reynolds, Jack Riley, Julia Roberts, Mimi Rogers, Annie Ross, Alan Rudolph, Jill St. John, Susan Sarandon, Adam Simon, Rod Steiger, Patrick Swayze, Joan Tewkesbury, Brian Tochi, Lily Tomlin, Robert Wagner, Ray Walston, Bruce Willis, Marvin Young.

## Distinctions
- Festival de Cannes 1992 : prix de la mise en scène pour Robert Altman et prix d'interprétation pour Tim Robbins
- Golden Globes 1993 :  Meilleur film comédie et Meilleur acteur dans un film musical ou une comédie
- Prix Edgar-Allan-Poe du meilleur scénario
- Independent Spirit Award du meilleur film